# Бенедикт (Канзас)
Бенедикт (енгл. Benedict) град је у америчкој савезној држави Канзас.

## Демографија
По попису из 2010. године број становника је 73, што је 30 (-29,1%) становника мање него 2000. године.
| Група             | 2000.       | 2010.      |
| Белци             | 100 (97,1%) | 65 (89,0%) |
| Афроамериканци    | 0 (0,0%)    | 0 (0,0%)   |
| Азијати           | 0 (0,0%)    | 0 (0,0%)   |
| Хиспаноамериканци | 0 (0,0%)    | 3 (4,1%)   |
| Укупно            | 103         | 73         |